# جيم براون (سياسي كندي)
جيم براون هو سياسي كندي، ولد في 23 يوليو 1943 في تورونتو في كندا. حزبياً، نشط في حزب أونتاريو المحافظ التقدمي. وقد انتخب عضو برلمان مقاطعة أونتاريو عن دائرة Scarborough West (provincial electoral district) ‏ (8 يونيو 1995 – 5 مايو 1999).